# Yolanda Leal
Yolanda Leal (Monterrey, Nuevo León México 1968) es una fotógrafa mexicana. 

## Formación
Inició su trayectoria como fotógrafa contemporánea a principios de los noventa en la ciudad de Monterrey mientras estudiaba la carrera de arquitectura en el Instituto Tecnológico de Estudios Superiores de Monterrey. En 1992 participó en un laboratorio de fotografía con Juan Rodrigo Llaguno espacio formativo en el que se proponía una revisión de narrativas europeas e internacionales en expansión. En 1998 formó parte del seminario de creación visual contemporánea impartido por Pierre Raine en las instalaciones del Museo de Arte Contemporáneo (Monterrey) desarrollando ideas de creación orientadas hacia el arte conceptual. El primero de estos proyectos llevó por nombre ¿Cuál ha sido tu peor dolor? el cual se exhibió en las salas de la Galeria BF-15, durante el mes de octubre de ese mismo año, dentro de los eventos posteriores a fotoseptiembre.

## Contexto generacional
Al inicio de la década de los noventa un importante grupo de artistas cubanos y centroamericanos se avecindaron en Monterrey a raíz de la exposición colectiva Mito y magia en América en los ochenta curada por Miguel Cervantes y Charles Merewether realizada en el museo MARCO. Esta nueva comunidad de artistas visuales conformada por pintores, fotógrafos y críticos de arte -en su mayoría cubanos- aprovecharon las nuevas posibilidades de circulación de su obra; dentro de un mercado de arte local e internacional auspiciado por un gran número de galerías y espacios de exhibición. Este grupo estaba integrado por Alfredo Ceibal, Segundo Planes, Martha María Pérez Bravo, Flavio Garciandía, Alejandro Aguilera, Glexis Novoa, Juan Antonio Molina, Carlos Cárdenas y Acela además de los artistas que llegaban a exponer a la ciudad como José Bedia, Tomas Esson y Alonso Mateo. 
Durante estos años Yolanda, además de participar de las discusiones y diálogos con este grupo de artistas visuales incursionó en la fotografía de moda. Esta apertura hacia otros procesos creativos fue posible gracias a la colaboración con diseñadores de moda como Juan de Dios Ramírez (Jonny) dueño de la tienda "Vicios", Ramón Guerrero, Marcelo Ríos, Sergio Ocañas y Zulema Olivares etapa significativa en el desarrollo de nuevos lenguajes visuales.

Posteriormente a mediados de la década de los noventa la presencia de Pierra Raine artista y galerista francés en Monterrey fue muy importante para una nueva generación de artistas emergentes locales, nacionales e internacionales. El crítico de arte Jesús Flores menciona que su presencia tubo por objetivo
“destruir las convenciones, dandole oportunidad a jóvenes artistas obsesivos y recurrentes, mediante el orgasmón lleno de humor adolescente, que presenta en las salas de la Galeria BF-15, intentando dialogar con los más educados puntos de vista de los armoniosos y fríos espectadores de lo conceptual”..

En 1997, Raine junto al diseñador Jean Christophe Massinon fundaron la primera galería destinada exclusivamente al arte contemporáneo en la ciudad, La BF-15, ubicada en la Calle Angela Peralta colonia Obispado en el centro de Monterrey. Entre los artistas que participaron en esta galería se encuentran los colectivos Los Lichis, marcelaygina y tercerunquinto además de Iñaki Bonilla, Santiago Sierra, Rubén Gutiérrez, Mario García Torres e Ismael Merla.
En 1998 Yolanda participó de la acción itinerante Tengo más en la cajuela la cual consistió en prestar su camioneta, para trasladar en ella obras de arte desde Monterrey hasta la ciudad de Guadalajara en colaboración con la Galeria BF-15 presentándola dentro de la Feria de Arte Contemporáneo en Expo Guadalajara.

## Obra
En el año 2000 obtuvo el premio de adquisición del Salón de Fotografía de Nuevo León con la serie fotográfica Así es. . .  en la cual exploraba la forma en que su piel quedaba tatuada de manera temporal, con una serie de calcomanías mediante su exposición a la luz solar dentro de una cámara de bronceado. Utilizando su piel y su cuerpo desnudo bajo un desmontaje de referencias y estereotipos de género. 

En palabras de la crítica de arte Emma Cecilia García Krinsky:
Yolanda Leal empezó a trabajar sobre su propio cuerpo. La complejidad del proceso para imprimirse tatuajes solares, su propia disponibilidad y el control total de las escenas, sin tener que escuchar sugerencias durante el proceso creativo la condujo al autorretrato.
A partir de la serie Así es. . . el crítico fotográfico cubano Juan Antonio Molina desarrolla un ensayo sobre el trabajo de Yolanda Leal en la Revista Atlas, "este ejercicio de autorretrato es una de las vías privilegiadas para un tipo de arte que busca la menor cantidad de intermediaciones entre el sujeto fotografiado y la mirada del espectador. No es extraño que sea una opción frecuentemente elegida por fotógrafos interesados en construir un discurso sobre su propia identidad. Lo particular en esta obra es que llama la atención sobre la mirada y sobre el acto de mirar, como acto de consumo e incluso como ejercicio de poder. Si observamos la foto que he comenzado a describir, veremos que se constituye sobre un eje vertical entre cuyos extremos superior e inferior se establece una especie de circuito, entre un sujeto que mira y un objeto para la mirada. Arriba, los ojos de Yolanda Leal, mirando a la cámara, de manera concentrada; abajo, los genitales, ofreciéndose a la mirada del espectador"
Otro abordaje importante respecto a este mismo trabajo fotográfico es el que realiza la investigadora Eli Barta, en su proyecto conocido como Autodesnudas Museo de Mujeres Así no es 2002.
Desde el año 2002 hasta la fecha el desarrollo del trabajo de Yolanda Leal ha sido constante debido a su interés de participar en talleres, seminarios y encuentros de fotografía a nivel local, nacional e internacional. El trabajo de esta fotógrafa regiomontana se ha concentrado en las relaciones entre lo femenino y la representación mediado por procesos fotográficos de observación constante desde su propia identidad. Entre los años 2004 y 2009 realiza una serie de retratos en espacios abiertos Sorry it´s my nature en los cuales representa las diferentes reacciones del ser humano al cometer una falta moral. Provocando a la gente que transitaba por esos espacios (parajes y bosques) para analizar las reacciones tienen ante estos comportamientos. De esta misma serie tiene una versión en paisajes nevados Sorry it´s my nature. Snow versión hecha en 2009.
En el año de 2013 fue seleccionada para participar en la Pocha Nostra Live Art Lab con Guillermo Gómez Peña y Roberto Sifuentes en la ciudad de Tucson Arizona. En este laboratorio colaboró con artistas de diferentes disciplinas revisando aspectos liminares entre la política y el arte desde el cuerpo a través del performance, la experimentación y la teatralidad.

Actualmente Yolanda Leal desarrolla RoadKill Project,  una serie fotográfica en torno a la muerte, en sus propias palabras 
me interesa aprender estudiando la vida a través de la muerte. Cuando viajo por carretera, estoy a la expectativa de encontrar un animal muerto y retratarlo en su entorno. En el lugar de los hechos recabo información del suceso ¿qué? ¿cuándo? y ¿dónde? y la complemento investigando sobre el animal muerto.
Desde el mes de noviembre de 2015 coordina proyectos de experimentación y procesos de diálogo sobre arte contemporáneo en el El Móvil, espacio de alternancia expositiva dentro de la Escuela Adolfo Prieto del Conarte en el Parque Fundidora en Monterrey.

## Exposiciones individuales
- Yolanda Show  Casa de la Cultura de Nuevo León,  2004
- Así es. . .  108 Contemperan Art Gallery, Miami Florida, 2003.
- ¿Cuál ha sido tu peor dolor? Galería La BF15, Monterrey Nuevo León, 1998.

## Exposiciones colectivas
- Disculpe las molestias, Galería Punctum, Ciudad de México, 2015.
- Revisión 2015, Fotógrafos de Nuevo León, Centro de las Artes/Fototeca, Monterrey, NL.
- Latinoamérica es un pueblo al sur de Estados Unidos, PHOTOESPAÑA2015.
- Mujeres detrás de la lente.100 años de creación fotográfica en México, 1910-2010, Centro de las Artes/Fototeca, Monterrey, NL, 2014
- La Pocha Nostra Live Art Lab,  Guillermo Gomez Peña-Roberto Sifuentes, Tucson, Arizona 2013.
- Programa de Fotografía Contemporanea 12, MUSAS, Hermosillo, Sonora, 2013.